# Hospital Shuhada Al-Aqsa
O Hospital Shuhada al-Aqsa (em árabe: مستشفى شهداء الأقصى الحكومي) é um hospital localizado em Deir al-Balah, na Faixa de Gaza, Palestina.
O hospital foi fundado em 2001 e, em 2018, era um dos quinze hospitais públicos da Faixa de Gaza. É gerido pela UNRWA, pelo Ministério da Saúde de Gaza e por várias ONGs. Até recentemente, atendia cerca de 18.000 pacientes por mês. Segundo o Ministério da Saúde, o pronto-socorro do hospital registrou mais de 11.000 atendimentos. Em 2018, o hospital contava com 166 leitos.

## História
Envolvido no Conflito israelo-palestino, o hospital foi alvo de ataques e sofreu as consequências de bombardeios próximos realizados pelas IDF. Em 2014, projéteis atingiram a unidade de terapia intensiva durante uma campanha de bombardeio da IDF que visava mísseis antitanque na região. Quatro palestinos foram mortos e cerca de quarenta pessoas ficaram feridas. Durante a Guerra Israel-Hamas, o hospital enfrentou superlotação extrema. Ataques aéreos da IDF em Deir al-Balah e nas proximidades do hospital resultaram em centenas de mortes e feridos.

### Guerra Israel-Hamas

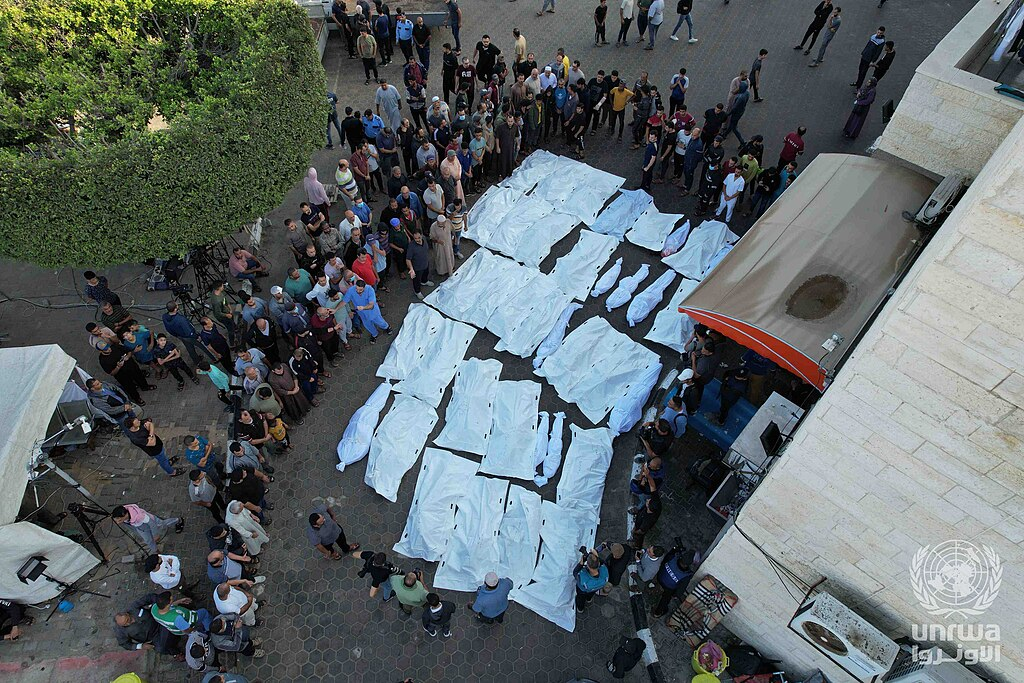
Parentes de palestinos mortos em ataques aéreos israelenses reunidos em torno dos corpos retirados do necrotério do Hospital Al-Aqsa em Deir el-Balah.

A partir de 6 de janeiro, médicos do Hospital Shuhada al-Aqsa relataram que disparos israelenses se aproximavam do hospital. Dezenas de milhares de pessoas estavam abrigadas no local. O médico britânico Nick Maynard [en] afirmou que sua equipe médica foi forçada a evacuar o hospital devido a ataques das tropas israelenses. A Medical Aid for Palestinians [en] e o Comitê Internacional de Resgate também evacuaram suas equipes médicas após o IDF distribuir panfletos alertando os residentes próximos que estavam em uma "zona de combate perigosa". Após uma visita ao hospital, a Organização Mundial da Saúde constatou que 70% dos funcionários e muitos pacientes haviam fugido. Médicos relataram que muitos pacientes não podiam se mover fisicamente e que as condições estavam deteriorando rapidamente. Um médico descreveu: "Uma criança chegou viva, literalmente queimada até os ossos, com as mãos contraídas. O rosto era apenas carvão, e ela estava viva e falando. E não tínhamos morfina."
Em uma entrevista ao NPR em 10 de janeiro, um médico americano descreveu a situação no Al-Aqsa como "coisas de pesadelos". Tedros Adhanom Ghebreyesus, diretor da Organização Mundial da Saúde, declarou: "Três meses após o início deste conflito, é inconcebível que a necessidade mais essencial — a proteção da saúde — não esteja garantida." Profissionais de saúde e médicos alertaram sobre o risco de fechamento do Al-Aqsa, por ser o último hospital em funcionamento no centro de Gaza. Em 13 de janeiro, o hospital ficou sem combustível para seus geradores, causando um blecaute que ameaçou a vida dos pacientes. O hospital voltou a ficar sem combustível no final de maio de 2024.
Em junho de 2024, a situação no hospital foi descrita como "algo além de uma emergência", devido à falta de combustível. Em julho de 2024, um ataque aéreo israelense destruiu uma tenda de imprensa do lado de fora do hospital. Em agosto de 2024, pelo menos quatro palestinos, incluindo uma mulher, foram mortos e 18 ficaram feridos em um bombardeio israelense contra tendas de deslocados no pátio do hospital. Esses deslocados haviam se mudado para o pátio após o bombardeio de um abrigo de evacuação próximo no final de julho de 2024. Nesse momento, o Hospital Al-Aqsa era um dos últimos hospitais ainda em funcionamento em Gaza. No final de agosto, pacientes fugiram do hospital após uma ordem de evacuação do exército israelense. Em setembro de 2024, o hospital alertou que a escassez de suprimentos colocava em risco seu fechamento.

#### Outubro de 2024
Na noite de domingo, 13 de outubro de 2024, aviões de guerra israelenses atacaram o Hospital Shuhada al-Aqsa, no coração de Gaza, causando um incêndio devastador. Muitos palestinos estavam dormindo no momento. Segundo relatos, os restos carbonizados das vítimas são irreconhecíveis. Equipes médicas conseguiram resgatar algumas mulheres e crianças, mas elas sofreram queimaduras graves. A Casa Branca declarou que as imagens e vídeos mostrando refugiados palestinos queimados vivos em decorrência desse ataque israelense são profundamente perturbadores e horríveis. De acordo com oficiais de inteligência israelenses, o bombardeio teve como alvo terroristas do Hamas que usavam o hospital (e outros) para fins militares.
Shaban al-Dalou [en] era um estudante de engenharia de software de 19 anos e refugiado palestino que vivia no coração de Gaza. Ele compartilhava imagens retratando a situação dos refugiados palestinos e publicava vídeos mostrando os feridos no Hospital Shuhada al-Aqsa, destacando a necessidade urgente de doações de sangue. Shaban e sua mãe foram queimados vivos no incêndio causado pelo bombardeio israelense em 13 de outubro.